# Rhode Island (rasă de găini)

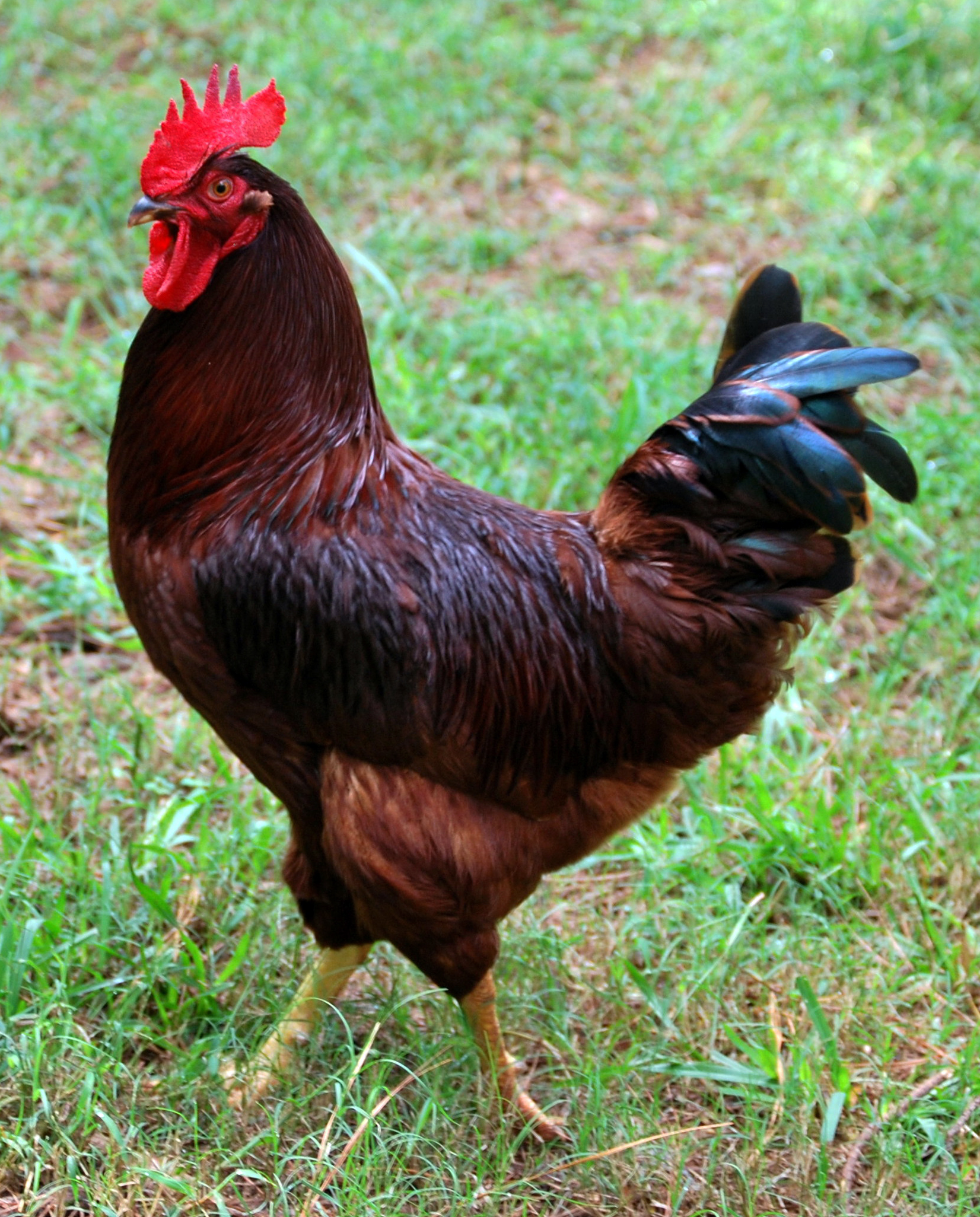
Cocoș din rasa Rhode Island

Rhode Island Red este o rasă americană de găini domestice. Ea a fost formată în secolul al XIX-lea în Massachusetts și Rhode Island prin încrucișarea unor păsări de origine orientală precum Malay cu păsările maro Leghorn din Italia. Inițial a fost o rasă cu un scop dual, fiind crescută atât pentru carne, cât și pentru ouă; păsările moderne sunt crescute pentru capacitățile prolifice de ouare. Tulpina tradițională neindustrială a rasei Rhode Island Red este enumerată ca „specie supravegheată” de către The Livestock Conservancy.
Rhode Island Red este pasărea statului Rhode Island. Ea este una din cele doar trei păsări ale statelor americane care nu sunt specii originare din Statele Unite ale Americii.

## Istoric

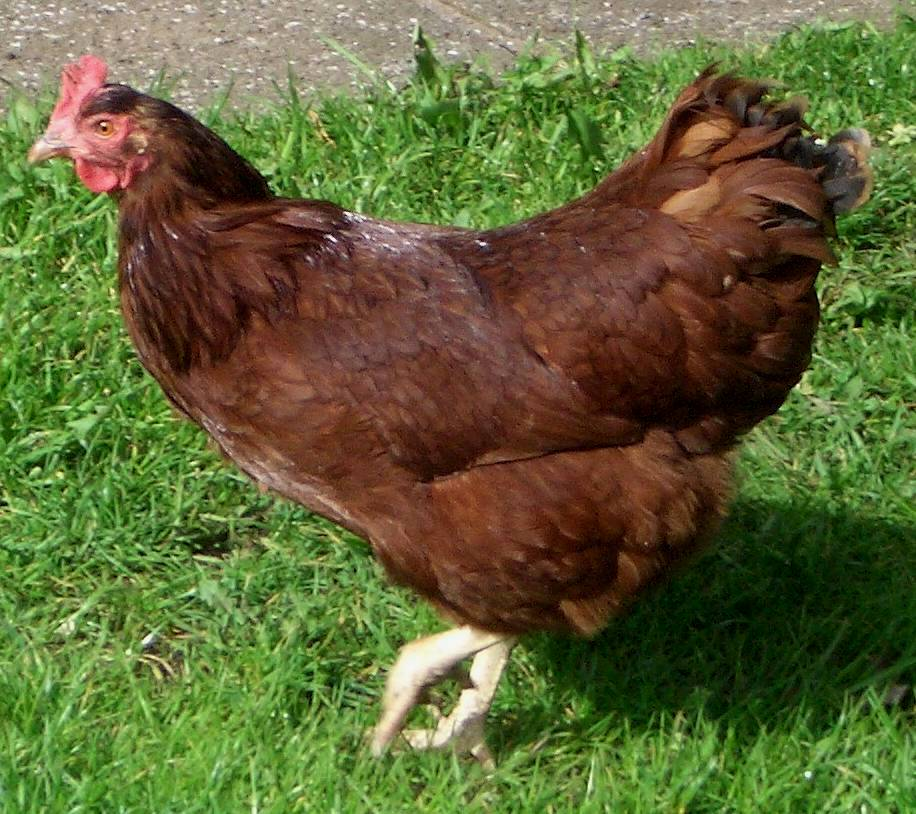
Găină

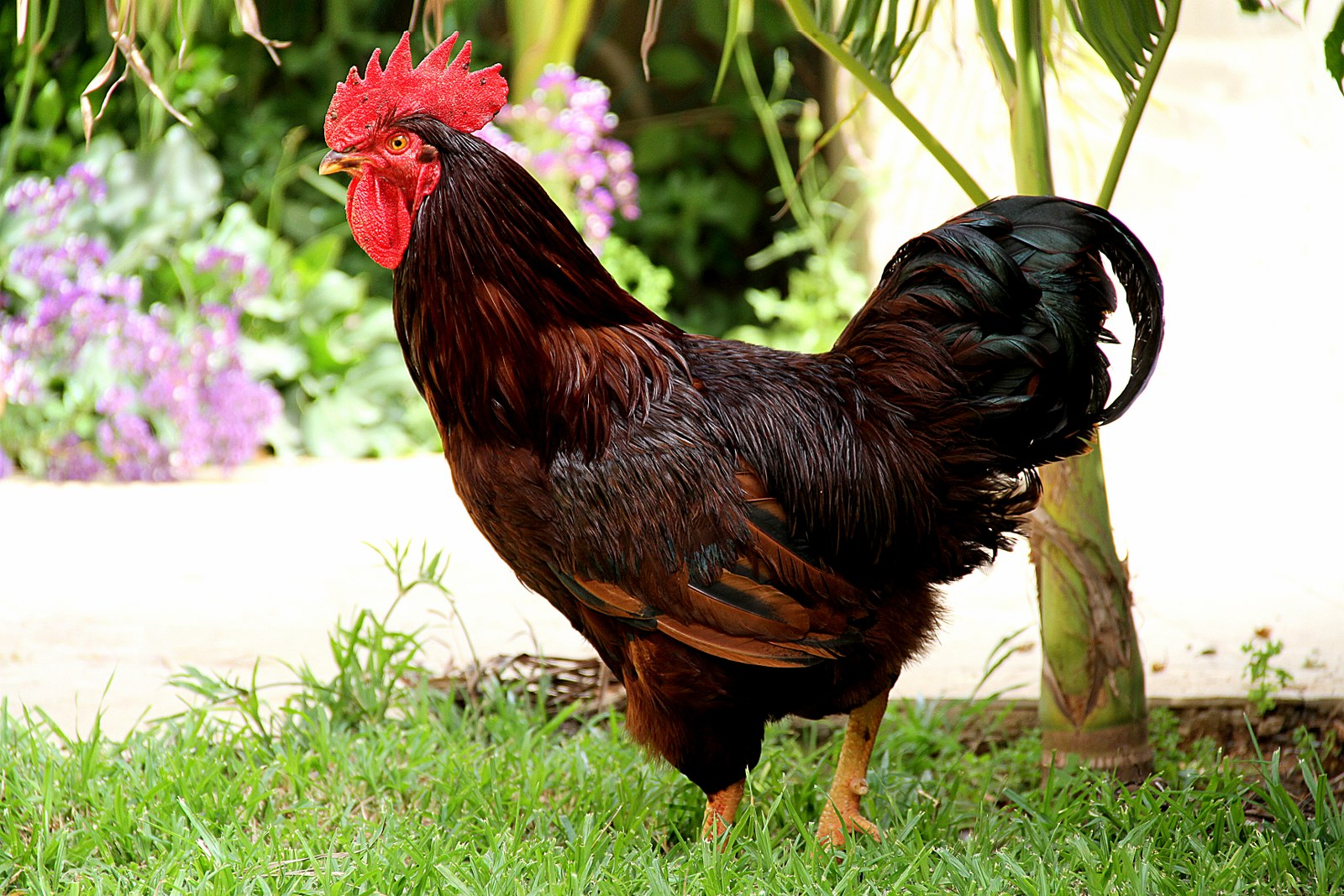
Cocoș

Păsările din rasa Rhode Island Red, crescute inițial doar în Rhode Island și Massachusetts, au moștenit de la rasa Malay o culoare intensă, o constituție puternică și pene relativ grele.
Numele „Rhode Island Red” a fost atribuit de Isaac Champlin Wilbour (1831-1899) din Little Compton, Rhode Island la o dată necunoscută, sau de un domn Jenny de la Southern Massachusetts Poultry Association în 1879 sau 1880. Expertul în avifaună Nathaniel Borden Aldrich (1866-1908) din Fall River, Massachusetts a sugerat numele „Golden Buffs” în jurul anului 1890, dar prin 1895 găinile din această rasă au fost prezentate public sub numele de „Rhode Island Red”. Anterior, ele au fost cunoscute sub numele de „găinile John Macomber” sau „găinile Tripp”.
Găinile din rasa Rhode Island Red au fost inițial crescute în Adamsville, un sat care face parte din Little Compton, Rhode Island. Unul dintre masculii fondatori ai rasei a fost un cocoș roșu cu pieptul negru din rasa Malay care a fost importat din Anglia. Acest cocoș este expus la Institutul Smithsonian ca tatăl rasei Rhode Island Red.
În 1925, Rhode Island Red Club of America a donat fonduri pentru un monument elegant dedicat rasei Rhode Island Red în Adamsville. (Monumentul este inclus acum în Registrul Național al Locurilor Istorice.) Un monument concurent al rasei Rhode Island Red, susținând crearea sa în scop comercial de către fermierii din Little Compton, a fost ridicat de către autoritățile statului în 1988 la aproximativ o milă (cam doi kilometri) sud de Adamsville.
Păsările din rasa Rhode Island Red sunt utilizate în crearea mai multor rase hibride moderne, în principal datorită capacității prolifice de ouare.

## Caracteristici
Penele păsării sunt de culoare ruginie, dar sunt cunoscute și nuanțe mai închise, inclusiv maro înspre negru. Rhode Island Red au ochi roșu-portocalii, ciocuri maro-roșcate, picioare gălbui, de multe ori cu un pic de nuanță roșiatică pe degetele de la picioare și pe părțile laterale ale gambelor. Puii au culori de la roșu deschis la culoarea bronzului. Cocoșii cântăresc de obicei aproximativ 3,9 kg, iar găinile cam 2,9 kg.

## Scopul creșterii
Rhode Island  a fost dezvoltată ca o rasă cu scop dual pentru a furniza atât carne, cât și ouă. Începând de prin 1940 ea a fost crescută în mod selectiv predominant pentru ouăle sale de calitate, iar găinile Rhode Island Red din fermele agricole sunt crescute ca rasă ouătoare. 
Găinile din rasa „de tip vechi” Rhode Island Red crescute în scop dual depun 200-300 de ouă maro pe an, iar carnea lor bogată în arome este potrivită pentru a face tocană de pui. Această rasă este inclusă în catalogul internațional Ark of Taste de către Slow Food Foundation.